# Eternal Darkness: Sanity’s Requiem
Eternal Darkness: Sanity’s Requiem ist ein exklusiv für die Spielkonsole GameCube erschienenes Horror-Adventure, entwickelt von Silicon Knights und von Nintendo veröffentlicht. Der Spieler steuert zwölf Figuren aus unterschiedlichen Epochen, die in die Erweckung einer bösen Gottheit involviert werden.

## Handlung
Im Jahr 2000 n. Chr. erhält die junge Alexandra Roivas, im Spiel meist Alex genannt, die Nachricht über den Mord an ihrem Großvater Edward Roivas. Sie begibt sich umgehend in dessen Villa auf Rhode Island, in der sie als Kind oft gewesen ist. Dort entdeckt sie einen geheimen Raum, in dem sie das Tome of Eternal Darkness vorfindet. Das Buch, in Menschenhaut und -knochen gebunden, erzählt die Geschichten unterschiedlicher Charaktere aus unterschiedlichen Epochen und deren Kampf gegen eine alte, böse Gottheit. Die einzelnen Kapitel und Spiele-Episoden werden durch die Rahmenhandlung um Alex miteinander verbunden. Während sie in dem Buch liest, erfährt sie alles über die Geschichte dieser Gottheiten, der sogenannten „Alten“, die mit dem Schicksal ihrer Vorfahren und am Ende auch mit ihrem eigenen eng verknüpft ist. Jeder der zu spielenden Charaktere – mit Ausnahme von Pius Augustus – erhält im Spielverlauf ebenfalls das Tome of Eternal Darkness und liest seinerseits die Kapitel der vorherigen Charaktere nach.
- Kapitel 1: Der Auserwählte (26 v. Chr.)

Der Centurio Pius Augustus ist ein angesehener Krieger des römischen Imperiums. Während eines Feldzugs im alten Persien erreicht ihn der Ruf der „Alten“, dem er zu den Ruinen eines alten, unterirdischen Tempelsystems, genannt die Verbotene Stadt, folgt. Dort findet er drei Essenzen, die den Gottheiten Chattur'gha, Ulyaoth und Xel’lotath zugeordnet sind. Durch das Berühren einer der Essenzen erwählt Pius den betreffenden Alten als seinen Meister aus, der ihn in einen Lich verwandelt und ihn mit großem Wissen und großer Macht ausstattet. Über die Dauer von 2000 Jahren wird er alles Nötige in die Wege leiten, um „seinen“ Gott wieder in diese Welt zu holen.
- Kapitel 2: Die Unterwerfung des Totengottes (1150 n. Chr.)

Ellia ist eine junge Tänzerin aus dem Volk der Khmer im Dienste von Suryavarman II. Auf der Suche nach Abenteuern erkundet sie einen Tempel bei Angkor Thom in Kambodscha, wo sie auf den Gott Mantorok trifft. Auch Pius ist bereits dort. Er hält den Gott in den Tiefen des Tempels gefangen und ist auf der Suche nach dessen Essenz. Um diese vor Pius zu bewahren, schließt ein Diener Mantoroks die Essenz in Ellias Brust ein. Weil sie Pius anschließend aber nicht verraten kann oder will, wo sich das schwarze Herz befindet, tötet er sie und lässt sie bei Mantorok zurück.
- Kapitel 3: Der Verschwörung verdächtig (814 n. Chr.)

Von einem zwielichtigen Unbekannten bekommt der Franke Anthony eine Schriftrolle überreicht, die er Karl dem Großen in der späteren Kathedrale Oublié in Amiens, zu der Zeit noch ein Kloster, überreichen soll. Als er aus Neugier die Nachricht selbst liest, wird er von einem magischen Fluch getroffen, der ihn nach und nach in einen Untoten verwandelt. Anthony will seinen König warnen, dieser wurde aber bereits von den Kreaturen des erwählten Alten getötet, und er bleibt als verfluchter Untoter im Kloster zurück.
- Kapitel 4: Das Geschenk der Ewigkeit (565 n. Chr.)

Schwertkämpfer Karim aus Persien will einen Schatz in der Wüste finden, um so die Liebe der schönen Chandra zu gewinnen. Wie Pius vor ihm gelangt Karim in die Ruinen der Verbotenen Stadt, wo er eine der göttlichen Essenzen findet. In diesem Moment erscheint der Geist von Chandra, die während seiner Abwesenheit ein Verhältnis mit einem verheirateten Mann hatte und von dessen rachsüchtiger Frau getötet wurde. Sie überredet Karim, sich zu opfern und als Geist in den Ruinen zu verbleiben, um die Essenz vor Eindringlingen zu schützen, bis der Auserwählte eintrifft.
- Kapitel 5: Das lauernde Grauen (1760 n. Chr.)

Dr. Maximillian Roivas, ein verwitweter Arzt und Vorfahre von Alex und Edward Roivas, lebt in der Villa auf Rhode Island, die er von seinem Vater geerbt hat. Schon damals gehen seltsame Dinge in dem Anwesen vor sich, die Maximilian ergründen möchte. Im Keller findet er einen Geheimgang, der in die uralte Stadt Ehn’gha führt. Im Wissen, dass er alleine gegen die Finsternis nichts ausrichten kann, zieht er sich vorerst zurück, um die Menschen vor der nahenden Bedrohung zu warnen. Als er jedoch vier seiner Bediensteten ermordet, weil er sie von den Kreaturen des erwählten Alten besessen glaubt, wird er in eine Irrenanstalt gesperrt, wo er irgendwann stirbt.
- Kapitel 6: Ein Schritt in die Dunkelheit (1983 n. Chr.)

Dr. Edwin Lindsey ist Archäologe, der die Ruinen von Angkor Thom erkunden will. Unterstützung für sein Vorhaben erhält er von einem Mäzen namens Paul Augustine, der sich jedoch als Pius entpuppt und der Lindsey nur benutzt hat, um wieder in Mantoroks Tempel zu gelangen. Lindsey kann Pius’ Wächtern entkommen und dringt, wie einst Ellia, immer weiter in den Tempel bis zum „Grab“ von Mantorok vor. Dort findet er auch die tote Ellia, deren Geist ihm die Essenz von Mantorok überreicht. Später gibt er sie weiter an Edward Roivas.
- Kapitel 7: Häresie! (1485 n. Chr.)

Der Franziskaner Paul Luther besucht die Kathedrale in Amiens, um dort ein altes Relikt – die Hand des Judas – zu sehen, das sich angeblich dort befindet. Als er die Leiche eines Mitbruders entdeckt, wird er von der Inquisition, in Wahrheit angeleitet von Pius Augustus, sofort zum Hauptverdächtigen ernannt. Er kann zwar mithilfe eines Mitbruders der Gefangenschaft entkommen, will jedoch in der Kathedrale bleiben, um deren dunkle Geheimnisse zu lüften. Dabei trifft er im „Alten Turm“ auf Anthony und kann diesen von seinem Dasein als Untoter erlösen. Wie sich herausstellt, bewahrt Pius in einem geheimen Raum tief unter der Kathedrale eine der Essenzen auf, für deren Schutz er einen Wächter seines Gottes heraufbeschworen hat. Dieser Wächter ist es auch, der Paul Luther am Ende tötet.
- Kapitel 8: Die Verbotene Stadt (1460 n. Chr.)

In Persien lässt Pius die Ruinen der Verbotenen Stadt wieder aufbauen und einen „Turm aus Fleisch“ errichten, um die Ankunft seines Gottes vorzubereiten. Er beauftragt den venezianischen Architekt Roberto Bianchi – gegen dessen Willen –, die Ruinen zu untersuchen und festzustellen, wo aus architektonischer Sicht Handlungsbedarf besteht. Unterwegs begegnen Roberto nicht nur zahlreiche Dämonen, sondern auch der Geist von Karim. Dieser erkennt ihn als den Auserwählten und überlässt ihm die Essenz. Roberto kann aus dem Tempel entkommen, wird jedoch von Pius, nachdem dieser alle nötigen Informationen erhalten hat, zusammen mit anderen Opfern in eine Grube gestürzt – als Fundament für den Turm.
- Kapitel 9: Ein Krieg, alle Kriege zu beenden (1916 n. Chr.)

Im Ersten Weltkrieg kommt der Journalist Peter Jacob in der Amienser Kathedrale unter, die derzeit als behelfsmäßiges Hospital dient. Peter findet heraus, dass in der Kathedrale unheimliche Dinge vor sich gehen und Patienten spurlos verschwinden. Er geht der Sache auf die Spur und trifft in dem geheimen Kellerraum auf den Wächter, den er schließlich besiegen kann. Er nimmt die Essenz an sich und übergibt sie viele Jahre später als alter Mann an Edward Roivas.
- Kapitel 10: Das Legat der Finsternis (1952 n. Chr.)

Alexandras Großvater Dr. Edward Roivas, in der klinischen Psychologie tätig, lebt in derselben Villa, die einst Maximillian Roivas gehörte. Dieser erscheint Edward als Geist und leitet seinen Nachkommen an, sein Werk zu vollenden. Edward begibt sich daraufhin in die Stadt Ehn'gha, deren Einwohner vor langer Zeit offenbar von den Kreaturen der Alten ausgelöscht wurden. Die Stadt wird von neun riesigen Türmen überragt, die als gigantischer Machtzirkel fungieren und die magische Energie der Stadt bündeln. Mithilfe des richtigen Zauberspruchs kann Edward die Energie nutzen, um die Ungeheuer, von denen es in der Stadt nur so wimmelt, auszulöschen. Damit kann Edward die Pläne von Pius zwar nicht vereiteln, ihm jedoch einen herben Schlag versetzen. Aus Rache schickt Pius deshalb eine Kreatur los, um Edward zu töten. Doch erst 48 Jahre später, im Jahr 2000, kann sie ihn in einem unvorsichtigen Moment erwischen.
- Kapitel 11: Asche zu Asche (1991 n. Chr.)

Der kanadische Feuerwehrmann Michael Edwards gelangt während eines groß angelegten Einsatzes in die Ruinen der Verbotenen Stadt und erhält die Essenz von Roberto. Mithilfe von magisch verstärktem C4-Sprengstoff kann er die Stadt und die darin lebenden Kreaturen auslöschen. Zurück in den Staaten überreicht er Edward Roivas die Essenz und verschwindet.
- Finale: Die Finsternis naht (2000 n. Chr.)

Nachdem Alex alle Kapitel und Schicksale nachgelesen hat, führt ihr Weg von der Villa hinunter nach Ehn’gha. Mithilfe des riesigen Machtzirkels der Stadt und der drei Essenzen beschwört sie den Alten herauf, der Pius’ Gottheit überlegen ist. Zeitgleich zum Kampf zwischen Alex und Pius erscheinen die beiden Alten im Weltall und treten ihrerseits gegeneinander an. Alex erhält Unterstützung von all jenen, die im Kampf gegen die Alten ihr Leben gelassen haben: Ellia, Anthony, Karim, Maximillian, Paul Luther, Roberto und Edward. Am Ende kann Alex Pius besiegen und die Essenz seines Gottes zerstören, während zeitgleich ihr herbeigerufener Gott den von Pius besiegt. Dabei überkommt sie die furchtbare Erkenntnis, dass „ihr“ Gott das gleiche Schicksal für die Welt bereithält wie der besiegte. Mit der Hilfe ihres Großvaters und des Machtzirkels gelingt es ihr jedoch, den verbliebenen Alten wieder zu verbannen. Wurde das Spiel in allen Variationen durchgespielt, erhält der Spieler ein erweitertes Ende, in dem Alex erkennt, dass der Kampf gegen die Alten simultan in drei unterschiedlichen Zeitlinien stattgefunden hat und sie somit alle besiegt wurden. Nur Mantorok ist übriggeblieben und wartet darauf, dass seine Zeit gekommen ist.

## Charaktere

### Spielbare Charaktere & Synchronisation
Die Sprachausgabe des Spiels ist englisch, in Deutschland mit deutschsprachigen Untertiteln.
| Rolle                  | Zeitalter | Synchronsprecher | Beschreibung                                        | Besonderheit |
| ---------------------- | --------- | ---------------- | --------------------------------------------------- | --- |
| Alexandra Roivas       | 2000      | Jennifer Hale    | Junge Frau aus Rhode Island                         | Hauptcharakter |
| Pius Augustus          | 26 – 2000 | Richard Doyle    | Römischer Centurio                                  | Erst spielbarer Charakter, später Antagonist und abschließender Endgegner |
| Ellia                  | 1150      | Kim Mai Guest    | Eine Khmer unter der Herrschaft von Suryavarman II. | Einzige Figur, bei der man nicht erfährt, wie sie in den Besitz des Tome of Eternal Darkness gekommen ist |
| Anthony                | 814       | Cam Clarke       | Junger Franke im Dienst von Karl dem Großen         | Kann als spielbarer Charakter nicht „sterben“: Verliert er seine Lebensenergie, wird er durch seinen Fluch wieder ins Leben zurückgeholt. |
| Karim                  | 565       | Rino Romano      | Schwertkämpfer aus Persien                          | |
| Dr. Maximillian Roivas | 1760      | William Hootkins | Verwitweter Arzt, Vorfahre von Alexandra Roivas     | Kann an getöteten Kreaturen Autopsien durchführen, die später im Tome nachzulesen sind. Vergessene Autopsien können innerhalb des gleichen Spielstands nicht nachgeholt werden |
| Dr. Edwin Lindsey      | 1983      | Neil Ross        | Archäologe auf Expedition                           | Gehört zu den wenigen überlebenden Charakteren |
| Paul Luther            | 1485      | Paul Eiding      | Franziskaner auf Pilgerreise                        | |
| Roberto Bianchi        | 1460      | Philip Proctor   | Venezianischer Architekt                            | |
| Peter Jacob            | 1916      | Michael Bell     | Journalist im Ersten Weltkrieg                      | Gehört zu den wenigen überlebenden Charakteren |
| Dr. Edward Roivas      | 1952      | Neil Dickson     | Psychiater, Alexandras Großvater                    | |
| Michael Edwards        | 1991      | Greg Eagles      | Kanadischer Feuerwehrmann                           | Nach Angaben der Entwickler war nach Abschluss von Michaels Kapitel noch eine Szene eingeplant, in der zu sehen ist, wie dieser sich erhängt, um der Rache des Alten zu entgehen. Die Szene erschien ihnen letztlich doch zu grausam und fehlt deshalb in der fertigen Fassung. Michaels Schicksal bleibt demnach unklar. |

### Die Alten
Der gesamte Spielverlauf wird von vier Gottheiten beeinflusst, die jede für sich mit einem bestimmten Attribut verbunden ist. Die sogenannten Alten sind stark angelehnt an die Gottheiten aus den Werken von H. P. Lovecraft.
- Chattur’gha steht für die Physis, körperliche Stärke und materielles Dasein an sich. Xel’lotaths Wahnsinn kann ihm nichts anhaben, er muss sich jedoch dem überlegenen Verstand Ulyaoths geschlagen geben. Seine Gestalt erinnert an einen riesigen Skorpion mit zwei Klauen und langem Schwanz. Chattur’ghas Essenz ist ein roter Wurm mit zwei Scheren.
- Ulyaoth zeichnet sich aus durch seine Vernunft und sein wohlüberlegtes Handeln, er beherrscht die Dimensionen und alles Räumliche. Seine Fokussierung auf die Macht des Verstandes macht ihn anfällig für den Zauber von Xel’lotath. Dem Aussehen nach ähnelt er einer riesigen Qualle. Ulyaoths Essenz ist eine blaue Haube (im Original: veil = Schleier).
- Xel’lotath ist die einzige „weibliche“ Gottheit und verkörpert die Psyche und den Wahnsinn. Sie besitzt einen langen, aalförmigen Körper, vier Arme und ein riesiges Auge in der Mitte ihres Körpers. Xel’lotaths Essenz ist eine unmögliche Figur in grüner Farbe, die an einen gefallenen Engel erinnert.
- Mantorok steht außerhalb dieser Reihe und des Stein-Schere-Papier-Prinzips. Er gilt als Bewahrer der Alten, als Totengott und Meister des Chaos. Von Pius erfährt man, dass er es war, der die drei Alten einst gefangen und verbannt hat. Er ist der einzige Gott, der bewusst in allen drei Zeitlinien (oder Spielvariationen) agiert. Er ist auch der einzige, der trotz seiner Anwesenheit auf der Erde mit den Menschen, die ihm dienen, einigermaßen im Einklang lebt. Da er von Pius an seinen eigenen Tempel gefesselt wurde, muss er einen anderen Weg finden, um die anderen Alten aufzuhalten. Er spielt sie gegeneinander aus und benutzt Menschen wie Alex, um seine Pläne umzusetzen. Er ist es auch, der das Tome of Eternal Darkness erschaffen hat, um denen, die auf „seiner“ Seite kämpfen, zu helfen. Da Mantorok durch Pius’ Magie geschwächt wurde, kann er keine eigenen Schergen herbeirufen, seine einzigen verbliebenen Kreaturen sind schwächliche Zombies. Seine Magie ist der der anderen jedoch überlegen. Findet der Spieler die Rune von Mantorok, kann er die Zaubersprüche in einer vierten Ausrichtung sprechen, die effektiv gegen alle andern ist und oft einen zusätzlichen Effekt hat. Mantoroks Essenz ist ein schwarzes Herz.

### Gegnerische Kreaturen
Bis auf die Würmer und die Zombies existieren sämtliche Kreaturen in drei verschiedenen Versionen – Chattur’gha (rot), Ulyaoth (blau) und Xel’lotath (grün) –, die zum Teil unterschiedliche Fähigkeiten und Schwachpunkte haben. Zombies gibt es außerdem noch in einer Mantorok-Variante (schwarzbraun), die Würmer gehören keiner spezifischen Gottheit an.
- Trapper sind kleine, insektenartige Kreaturen von der Größe eines kleinen Hundes. Sie sind blind, haben jedoch ein gutes Gehör. Bemerken sie den Charakter, teleportieren sie ihn in die Trapper-Dimension, wo der Spieler eine seiner Energieleisten regenerieren, jedoch keine Magie anwenden kann. Zerstörbar sind Trapper mithilfe von Fernwaffen oder einer magischen Attacke. Außerdem kann der Charakter sich unbemerkt an ihnen vorbeischleichen.
- Zombies sind die häufigsten Gegner im Spiel. Mantorok-Zombies sind die schwächsten ihrer Art und bestehen lediglich aus trockenen Sehnen und Haut. Chattur’gha-Zombies zeichnen sich durch ihre besondere Stärke und Robustheit aus, ihre Gliedmaßen wachsen ständig nach, bis sie endgültig vernichtet werden. Xel’lotath-Zombies erscheinen als Mumien, deren Gliedmaßen, nachdem sie abgeschlagen wurden, weiterhin als leuchtende Phantomgebilde bestehen bleiben. Sie sind damit die einzigen Kreaturen, die auch nach Abschlagen ihres Kopfes dem Spieler geistige Energie abnehmen können. Ulyaoth-Zombies zeichnen sich dadurch aus, dass sie kurz vor ihrem „Ableben“ seltsame Gesänge anstimmen und schließlich explodieren. Wird der Spieler von der Druckwelle erfasst, verliert er vor allem magische Energie.
- Fledderer nisten sich mit Vorliebe in anderen Kreaturen oder Nicht-Spieler-Charakteren ein, als welche sie den Spieler dann attackieren. Wird der Angreifer besiegt, bricht der Fledderer aus ihm heraus und bewirkt damit einen großen Verlust mentaler Energie. Schwachpunkt der Kreaturen ist ihr Genick, Fernwaffen können sie zum Teil ausweichen.
- Das Grauen beherrscht außer physischen Attacken auch noch magische, die unterschiedliche Effekte haben. Die magische Attacke des Xel’lotath-Grauens beispielsweise „spiegelt“ für einen kurzen Moment die Steuerung, sodass der Spieler in die verkehrte Richtung läuft. Schwachstelle des Chattur’gha-Grauens ist sein Genick, beim Xel’lotath-Grauen sind es die Augen, beim Ulyaoth-Grauen seine drei Köpfe.
- Torhüter sind geflügelte Kreaturen, die andere Gegner herbeirufen und den Spieler für kurze Zeit bewegungsunfähig machen können. Sie sind nur schwer zu verwunden, können jedoch, sobald sie ihre Flügel ausbreiten, am Kopf attackiert werden. Wird der Charakter von einem Schild geschützt, während er angegriffen wird, geht der komplette Schild verloren, unabhängig von dessen Stärke.
- Der Vampir taucht nur in Edward Roivas’ Kapitel Das Legat der Finsternis auf. Er saugt Nicht-Spieler-Charaktere aus und verwandelt sie damit in Untote, die den Spieler attackieren. Wird er getroffen, regeneriert er sich selbst mithilfe eines magischen Steins im Keller der Villa. Erst wenn dieser Stein zerstört wurde, kann der Vampir besiegt werden.
- Würmer tauchen sehr selten im Spiel auf, ihre Funktion und Bedeutung bleibt unklar, da sie keinem der Alten konkret zugeordnet werden können. Allerdings erinnern sie dem Aussehen nach an die Greifarme von Mantorok, als dieser sich zweier Diener von Pius entledigt. Würmer greifen den Spieler nicht an, stattdessen nehmen sie ihm stetig geistige Energie ab.
- Wächter erscheinen ausschließlich in Ehn’gha, wo sie das Tor für den ausgewählten Alten vorbereiten. Der spinnenförmige Chattur’gha-Wächter besitzt eine kräftige Panzerung und mehrere Zangen. Der Xel’lotath-Wächter besteht aus zwei zusammengewachsenen Rümpfen mit sechs armartigen Gliedmaßen, der Ulyaoth-Wächter erinnert entfernt an eine riesige Garnele. Sie kämpfen ausschließlich mit Magie, erschaffen magische Areale und können andere Kreaturen herbeirufen.
- Je ein Großer Wächter bildet den Zwischenendgegner in Kapitel 9: Ein Krieg, alle Kriege zu beenden. Heraufbeschworen von Pius, soll der Wächter die in der Kathedrale versteckte Essenz beschützen. Alle Wächter erscheinen als eine Art „Miniatur-Ausgabe“ ihres jeweiligen Alten. Der Große Xel’lotath-Wächter attackiert den Spieler ausschließlich mit Magie, die anderen beiden gebrauchen auch physische Attacken. Alle drei können außerdem Zombies herbeirufen. Verwundbar sind sie ausschließlich durch magische Attacken, während sie sich selbst regenerieren.

## Spieldynamik
Im Spiel gibt es nicht wie üblich nur Anzeigen für die Gesundheit, Munition, Magie etc., sondern auch für die geistige Gesundheit (Verstand). Im Englischen wird diese Anzeige als „Insanity Meter“ bezeichnet. Ein Auffüllen bzw. Auffrischen der drei Zustände kann mittels Magie oder bei speziellen Steinplatten in eigens dafür konzipierten Passagen erfolgen. Die Anzeigen sind entsprechend farblich markiert:
- Blau für Magie
- Rot für Gesundheit
- Grün für psychische Gesundheit

Das gesamte Spiel basiert auf einem Schere-Stein-Papier-Prinzip. Die oben genannten Parameter entsprechen von ihrer Farblichkeit her nicht nur einem Zustand, sondern auch einer von drei Gottheiten. Je nachdem, wie man einen Zauberspruch konzipiert (siehe unten), besiegt man einen Gegner bzw. unterliegt ihm. Auch Kreaturen unterschiedlicher Götter, die sich gegenseitig angreifen, sind dem Schere-Stein-Papier-Prinzip unterworfen. Es gilt: Blau ist effektiv gegen Rot, Rot gegen Grün, Grün gegen Blau.

### Waffen
Die Charaktere tragen oder erhalten während des Spielens unterschiedliche Waffen, die vornehmlich ihrer jeweiligen Epoche und ihrem Herkunftsort entsprechen. Ausnahmen bilden „Sammlerstücke“ wie der Gladius im Geheimraum des Herrenhauses sowie all die Waffen, die in einer frühen Epoche von einem Charakter genutzt werden und dann im Tempel, in der Kirche oder im Herrenhaus zurückbleiben, um von späteren Charakteren gefunden zu werden.
Nahkampfwaffen
- Gladius (Pius, Alex): Römisches Kurzschwert, entwickelt ab dem 3. Jahrhundert v. Chr.
- Kurzschwert (Ellia)
- Scramasax (Anthony): Einschneidiges Hiebschwert, in Mitteleuropa verbreitet bis ins Hochmittelalter
- Zweischneidiges Schwert (Anthony, Paul Luther, Peter Jacob)
- Talwar (Karim): Indischer Säbel
- Ram-Dao (Karim): Opferschwert aus Nepal und Indien
- Säbel (Maximilian, Edward)
- Kukri (Edwin Lindsey): Schweres gekrümmtes Messer aus Nepal
- Streitkolben (Paul Luther): Weiterentwicklung der Keule mit Schlagkopf aus Stein oder Metall, Einsatzzeit zwischen 11. und 17. Jahrhundert
- Saif (Roberto): Arabischer Säbel
- Feuerwehraxt (Michael Edwards)

Fernwaffen
- Blasrohr (Ellia)
- Chakram (Karim): Indische Wurfwaffe, bestehend aus einem flachen Metallring mit scharfen Kanten
- Steinschlosspistole (Maximilian): Frühe Pistole, entwickelt um 1700
- Flinte (Edwin Lindsey)
- Pistole (Edwin Lindsey, Michael Edwards)
- Armbrust (Paul Luther, Roberto)
- Gewehr (Peter Jacob, Alex)
- Revolver (Peter Jacob, Edward, Alex)
- Doppelläufige Flinte (Edward)
- Elefantenbüchse (Edward): Schweres großkalibriges Gewehr mit besonders starker Ladung und enormem Rückstoß, ursprünglich entwickelt für die Großwildjagd
- Maschinengewehr (Michael Edwards)
- Granaten (Michael Edwards)

### Zaubersprüche
Zentrales Element des Gameplays sind Zaubersprüche, die durch Runen gebildet werden. Solche Runen sind während des gesamten Spiels aufzufinden und variabel kombinierbar. Je nachdem, wie eine Kombination ausfällt, ergibt sich ein anderer Zauberspruch.
Die magischen Sprüche bestehen aus drei unterschiedlichen Komponenten: Einer Ausrichtung, einer aktiven sowie einer passiven Rune. Die Sprüche können mithilfe der ergänzenden Rune Pargon in ihrer Wirkung verstärkt werden. Im Spielverlauf findet man dafür drei sogenannte Machtzirkel, die je nach Stärke Platz für drei, fünf oder sieben Runen bieten. Entsprechend dem Stein-Schere-Papier-Prinzip sind die Sprüche der einen Ausrichtung effektiv gegenüber einer bestimmten anderen. Eine Ausnahme bildet die Mantorok-Rune, die oft gegen alle anderen effektiv ist.
- Ausrichtungen:  Chattur'gha (rot, körperliche Energie), Ulyaoth (blau, magische Energie), Xel’lotath (grün, geistige Energie), Mantorok (schwarz-lila)

- Aktive Runen:  Bankorok (Schutz), Tier (Rufen), Narokath (Absorbieren), Nethlek (Aufheben), Antorbok (Projizieren)

- Passive Runen:  Magormor (Item), Redgormor (Areal), Aretak (Kreatur), Santak (Selbst)

- Ergänzende Rune:  Pargon (Stärke)

| Spruch           | Runen                     | Wirkung                                                                              | Spezielle Wirkung (Ausrichtung: Mantorok)                                            |
| ---------------- | ------------------------- | ------------------------------------------------------------------------------------ | ------------------------------------------------------------------------------------ |
| Magisches Item   | Antorbok + Magormor       | Verzaubert Waffen / repariert kaputte Items                                          | Verzauberte Waffe wird vergiftet und zieht den getroffenen Gegnern stetig Energie ab |
| Erholung         | Narokath + Santak         | Regeneriert entsprechenden Energielevel (je nach Ausrichtung)                        | Mehrere Energielevel werden gleichzeitig regeneriert                                 |
| Erkennen         | Narokath + Redgormor      | Legt verborgene Türen oder Items frei                                                | Spieler wird unsichtbar                                                              |
| Isolierung       | Bankorok + Redgormor      | Erschafft ein magisches Schutzareal                                                  |                                                                                      |
| Aufhebung        | Nethlek + Redgormor       | Hebt die Wirkung der Isolierung auf                                                  |                                                                                      |
| Trapper          | Tier + Aretak             | Ruft einen Trapper herbei                                                            | Spruch nicht möglich                                                                 |
| Schild           | Bankorok + Santak         | Schützt den Spieler vor dem Verlust von Energie (je nach Ausrichtung)                |                                                                                      |
| Zombie           | Tier + Aretak + 2x Pargon | Ruft einen Zombie herbei                                                             | Spruch nicht möglich                                                                 |
| Magische Attacke | Antorbok + Redgormor      | Gegner werden von einem magischen Energiestrahl getroffen                            | Attackierte Gegner werden vergiftet                                                  |
| Grauen           | Tier + Aretak + 4x Pargon | Ruft ein Grauen herbei                                                               | Spruch nicht möglich                                                                 |
| Magische Summe   | Tier + Redgormor          | Füllt nach und nach den entsprechenden Energielevel wieder auf (je nach Ausrichtung) | Füllt nach und nach alle Energielevel auf                                            |
| Fessel           | Bankorok + Aretak         | Bindet einen Gegner an den Spieler und lässt ihn andere Gegner attackieren           |                                                                                      |

Das Besondere an dem Magiesystem ist, dass der Spieler Sprüche nicht erst dann entdecken kann, sobald sie im Spiel benötigt werden, sondern bereits im Vorfeld experimentieren kann. Beispielsweise die Formel für die magische Summe findet sich erst in Kapitel 10. Verwendet werden kann der Spruch allerdings bereits ab Kapitel 6.

### Sanity-System
Eternal Darkness: Sanity's Requiem ist das erste Videospiel, das die geistige Gesundheit seiner Charaktere zu einem zentralen Bestandteil des Spielgeschehens macht. Nintendo hält auf das Sanity-System ein Patent. Je niedriger die mentale Energieleiste eines Charakters sinkt, desto mehr Halluzinationen treten auf. Diese können sich je nach Figur oder Level voneinander unterscheiden. Wesentlich ist jedoch, dass diese Halluzinationen, die sogenannten „Sanity Effects“, keinen Einfluss auf den Spielverlauf nehmen, da sie nur im Kopf des Charakters stattfinden.
- Allgemeine Sanity-Effekte

Manche Halluzinationen können bei mehreren oder sogar bei allen Charakteren auftreten, beispielsweise diejenige, dass der Kamerawinkel anfängt, schiefzuhängen. Dieser Effekt tritt automatisch ein, sobald der Charakter mentale Energie verliert. Weitere mögliche Halluzinationen sind: Blutende Wände, ein Hämmern gegen die Tür, ein leerer Raum voller Munition, ein Raum steht auf dem Kopf, ein vormals leerer Raum ist plötzlich voller Monster, die Monster in einem Raum werden immer kleiner, der Charakter selbst wird immer kleiner, der Charakter versinkt im Boden, der Charakter verliert beim Umherlaufen nach und nach seine Gliedmaßen – angefangen beim Kopf –, oder der Charakter stirbt bei dem Versuch, einen Zauberspruch zu sprechen. Bei komplettem Verlust der geistigen Gesundheit hört der Charakter durchgehend verstörende Hintergrundgeräusche sowie das Wimmern von Frauen und Kindern, Schreien, hysterisches Lachen und ähnliches.
- Ortsspezifische Halluzinationen

Manche Effekte sind nur an einem bestimmten Ort zu erreichen. So hört der Charakter in der Kirche manchmal Glöckchen klingeln oder er „reist durch die Zeit“, sodass Peter Jacob plötzlich durch das Kirchenschiff aus Paul Luthers Kapitel läuft und umgekehrt. In der Villa schweben die Bücher in der Bibliothek hin und her, oder das Bild im ersten Stock der Villa verwandelt sich von einer blühenden Landschaft zu einem verstörenden Gemälde.
- Figurenspezifische Halluzinationen

Wie bei den Orten gibt es auch Effekte, die an bestimmte Charaktere gebunden sind. Betritt Maximilian Roivas einen Raum, findet er sich manchmal in der Zelle jener Irrenanstalt wieder, in die er nach Beendigung seines Kapitels erst eingewiesen wird. Alex erlebt mehrere eigene Effekte, beispielsweise hört sie das Telefon klingeln oder sieht einen Erhängten über dem Flügel baumeln.
- „Vierte Wand“-Effekte

Einige Effekte durchbrechen sogar die bekannte vierte Wand. Dazu gehören: Auf dem Bildschirm erscheint eine leiser werdende Lautstärke-Anzeige, der Ton geht aus und eine „Mute“-Anzeige (Stumm) erscheint, der Bildschirm wird schwarz, Insekten laufen über den Bildschirm, eine Anzeige erscheint mit dem Hinweis, dass der Gamecube-Controller nicht richtig eingesteckt ist, während der Raum voller Gegner ist.
- Forcierte Halluzinationen

Einige wenige Halluzinationen wurden gezielt ins Spiel integriert und erscheinen unabhängig von der geistigen Gesundheit. Meistens geschieht dies in Form von Zwischensequenzen, in denen der aktive Charakter Alex beim Lesen des Tome of Eternal Darkness sieht. Sobald Alex in der Villa das erste Mal die Badewanne untersucht, sieht sie sich selbst tot in der Wanne liegen. Dieser Effekt ist jedoch einmalig und kann nicht wiederholt werden. Die Halluzination von Maximillian Roivas, in der er eine wichtige Rune erhält, ist die einzige, die tatsächlich Einfluss auf das Spielgeschehen nimmt.

## Besonderes
- Eternal Darkness ist einer der wenigen Gamecube-Titel, die sich auch im 16:9-Format spielen lassen.
- Die Geschichte wird sowohl in vorgerenderten als auch durch In-Game-Szenen erzählt und hat zum Teil cineastische Dialoge.
- Alle Orte im Spiel existieren in der Realität, die Bauwerke sind teilweise an real existierende angelehnt: Die Verbotene Stadt befindet sich im heutigen Iran, das Roivas-Anwesen auf Rhode Island. Mantoroks Tempel erinnert an den Tempel Angkor Wat in Kambodscha, der nach Westen, der Himmelsrichtung des Todesgottes Yama, ausgerichtet ist. Auch Mantorok gilt im Spiel als Totengott. Die Oublié-Kathedrale ist angelehnt an die Kathedrale von Amiens.
- Die Handlung orientiert sich stark an den Geschichten von H. P. Lovecraft. Die Lage von Ehn’gha und dem Roivas-Anwesen ist eine Hommage an den Schriftsteller, der selbst auf Rhode Island geboren wurde.
- Das Zitat auf dem Titelbildschirm („Deep into that darkness peering, long I stood there wondering, fearing, doubting…“) ist ein Auszug aus Edgar Allen Poes bekanntem Gedicht The Raven.
- Das Spiel beginnt mit einem Albtraum von Alex, in dem sie sich gegen einige Zombies zur Wehr setzen muss. Sie befindet sich dabei in einem Schlafraum mit vier Betten. Wie sich gegen Ende des Spiels herausstellt, handelt es sich dabei um den Raum des Anwesens, in dem ihr Vorfahre Maximilian einst seine Bediensteten tötete.
- Auf dem Soundtrack zu Eternal Darkness hat das Kapitel Asche zu Asche einen eigenen Titel.[4] Im Spiel taucht dieser jedoch nicht auf, das Kapitel ist mit dem gleichen Track unterlegt wie Der Auserwählte und Die Verbotene Stadt.
- Im Gegensatz zu vielen anderen Adventure-Games geraten die Charaktere in Eternal Darkness nach längerem Rennen außer Atem und müssen erst eine Weile verschnaufen, bevor sie weiterrennen können. Die Laufgeschwindigkeit ist der Konstitution des jeweiligen Charakters angepasst. Bei niedriger körperlicher Energie verlangsamen sich die Charaktere außerdem zusehends.
- Bevor Pius sich für eine Essenz entscheidet, erscheinen magische Portale in einer neutralen, weißlich-gelben Ausrichtung – so auch der Zauber, der Pius am Anfang in die Verbotene Stadt befördert. In der nie erschienenen Fortsetzung sollte diese Magie einem fünften Gott zugeordnet werden, der folglich den Kampf der Alten in Teil 1 erst in Gang gesetzt hat.
- In einer Zwischensequenz vor Kapitel 8: Die Verbotene Stadt ist ein Gralsritter zu sehen, der Pius in dessen wahrer Gestalt erkennen kann. Dieser Ritter war in einer ursprünglichen Version des Spiels noch als spielbarer Charakter eingeplant.
- Im einfachen Ende schließt Alex mit dem Satz: „To think, that once I could not see beyond the veil of reality, to see those who dwell behind. I was once a fool.“ („Sich vorzustellen, dass ich einst nicht hinter den Schleier unserer Wirklichkeit blicken konnte, die, die dort leben, nicht gesehen habe. Einst war ich ein Narr.“). Dies ist das gleiche Zitat, mit dem Pius Augustus den Spieler in das erste Kapitel einführt.
- Wurde das Spiel in jeder Ausrichtung einmal durchgespielt, erhält der Spieler mehrere Extras: Nach dem letzten Endkampf erscheint ein erweitertes Ende, im Spielmenü lassen sich die Zwischensequenzen in allen Ausrichtungen ansehen, und der Spieler kann die Kapitel einzeln nachspielen, unter anderem in einem Unbesiegbarkeits-Modus.
- Die Runen, die am Rande der Tomeseiten – also des Spielmenüs – aufleuchten, entsprechen dem jeweiligen Inhalt: Neben dem Inventar erscheint die Magormor-Rune (Item), neben der Karte die Redgormor-Rune (Areal), neben den Zwischensequenzen und selbst erstellten Autopsien die Santak-Rune (Selbst). Die Runen der drei Alten erscheinen auf der Seite mit den magischen Sprüchen, die Mantorok-Rune auf der mit den übergeordneten Optionen wie Laden/Speichern.

## Rezeption
Die Kritiken zu Eternal Darkness: Sanity’s Requiem fielen durchweg positiv aus. Neben der Innovation in Bezug auf das Sanity-System und dem überzeugenden Gameplay wurden die stimmige Atmosphäre, der gelungene Soundtrack und die filmreife Handlung gelobt. Bemängelt wurden der geringe Schwierigkeitsgrad der Rätsel sowie das für Gamecube-Standards relativ schlechte Rendering.
Jörg Luibl vom Videospielmagazin 4Players schrieb am 4. November 2002:

“Eternal Darkness bereichert das mittlerweile überlaufene Genre [Survival-Horror] um ein frisches, innovatives und glänzend inszeniertes Spielerlebnis. […] Der sanft ansteigende Schwierigkeitsgrad, der gelungene Mix aus Kampf und Rätseln sowie eines der besten Magiesysteme, das mir abseits von Rollenspielen je begegnet ist, halten den Spielspaß konstant auf einem hohen Niveau.”

Die Videospiel-Website GameSpot gab Eternal Darkness 9,4 von 10 möglichen Punkten:

“Nintendo's first M-rated game for the GameCube is finally here, and the lengthy development cycle has resulted in an uncanny attention to detail that few games possess. Slick, polished, creepy, and alluring, Eternal Darkness raises the bar for what action adventure games should be and stands as the first example of a game that plays the player.”

Das Review-Portal IGN vergab 9,6 von 10 möglichen Punkten.

## Fortsetzungen

### Eternal Darkness 2 (Abbruch)
Im Juli 2006 bestätigte Denis Dyack, Designer von Eternal Darkness, die Arbeiten an einem Nachfolger mit einem “absolutely yes”. Bei einer Pressekonferenz von Microsoft im Frühling 2008 bekräftigte Dyack, dass man mit einem Nachfolger rechnen könne, auch als Multiplattform-Game: “There is a chance; we love all the games we work on. We don’t want to be pigeon-holed [into a genre], we want to be known for strong content… There’s a strong chance we’ll return to it, but there’s no announcements yet.” Im November 2011 gaben die Entwickler von Silicon Knights bekannt, sich auf gewünschte Marken wie Eternal Darkness fokussieren zu wollen. Nachdem sich Nintendo die Rechte für Eternal Darkness wieder sicherte, wurde über ein Eternal Darkness 2 für Wii U spekuliert. Aufgrund von rechtlichen Problemen mit Epic Games gab Silicon Knights die Entwicklung an Eternal Darkness 2 auf. Nintendo hingegen bestätigte, weiterhin Interesse an dem Franchise zu haben.

### Shadow of the Eternals (2014) (Abbruch/unbestimmte Zeit pausiert)
Die Entwickler von Precursor Games kündigten am 3. Mai 2013 an, den Eternal-Darkness-Nachfolger Shadow of the Eternals per Crowdfunding zu finanzieren und für Wii U und PC zu entwickeln. Dazu wären 1,5 Millionen Dollar nötig, nach 36 Tagen gingen 1,35 Millionen Dollar ein. Für die Entwicklung ist wie beim Vorgänger Denis Dyack verantwortlich, am 10. Mai wurde nach dem Trailer auch ein zehnminütiges Gameplayvideo gezeigt. Die Geschichte soll mit einem Massenmord beginnen, den ein Detektiv namens Paul Becker aufklären soll. Die Zeitspanne soll 2500 Jahre umfassen und die Geschehnisse sich in den USA, Ägypten, England, Ungarn und Frankreich abspielen. Die Kathedrale, die Anthony, Luther und Peter im ersten Teil bereits besuchten, war im Gameplayvideo zu erkennen. Shadow of the Eternals soll erneut zwölf Kapitel umfassen, die aber je eine Spielzeit zwischen zwei und vier Stunden beanspruchen. Nach wiederholten Entwicklungs- und Finanzierungsschwierigkeiten wurde die Entwicklung des Spiels laut Medienberichten mehrfach unterbrochen und schließlich eingestellt. Im Jahr 2018 betonte Denis Dyack zwar, das Projekt sei nicht offiziell eingestellt worden, befinde sich jedoch derzeit nicht in aktiver Entwicklung. Seither wurden keine weiteren Informationen veröffentlicht, was nahelegt, dass die Entwicklung endgültig abgebrochen wurde.